# Nine on a Ten Scale
| 전문가 평가 | 전문가 평가 |
| 평가 점수   | 평가 점수   |
| 출처        | 점수        |
| ----------- | ----------- |
| Allmusic    | [ 1 ]       |

《Nine on a Ten Scale》은 캐피틀 레코드에 의해 1976년 5월에 발매된 미국의 록 음악가 새미 헤이거의 데뷔 솔로 음반이다. 1975년 그가 몬트로즈에서 떠난 후 그의 첫 번째 발매였다. 1976년 1월에 헤이거가 캐피틀 레코드와 계약을 맺었다고 《빌보드》에 발표되었다. 《Nine on a Ten Scale》은 2월 9일에 발매될 예정이었다.

## 배경
이 음반은 새미 헤이거가 그룹 몬트로즈를 떠난 지 1년 후인 1976년 5월 캐피틀 레코드에서 발매되었다. 존 S. 카터가 프로듀싱했으며, 헤이거가 작곡한 5곡(공동 작곡)을 포함한 9곡이 수록되어 있다.
밴 모리슨이 작곡한 〈Flamingos Fly〉라는 트랙은 1년 후 그의 1977년 음반 《A Period of Transition》에서 발표되기 전까지 모리슨에 의해 발매되지 않았다. 그는 그들이 음반의 녹음 동안 레코드 플랜트에서 만난 후에 헤이거에게 이 노래를 주었다. 모리슨은 프로듀서 존 S. 카터와 헤이거가 모리슨과 듀엣으로 프로듀싱하려고 의도했던 헤이거를 위한 데모를 녹음했지만, 모리슨은 나중에 거절했다. 그리고 나서 헤이거는 그 노래를 처음부터 다시 녹음했다.

## 곡 목록
| #  | 제목                              | 작사·작곡               | 재생 시간 |
| -- | --------------------------------- | ----------------------- | --------- |
| 1. | 〈Keep On Rockin'〉               | 존 S. 카터, 새미 헤이거 | 2:50      |
| 2. | 〈Urban Guerilla〉                | 카터, 헤이거            | 2:52      |
| 3. | 〈Flamingos Fly〉                 | 밴 모리슨               | 4:30      |
| 4. | 〈China〉                         | 밥 웰치                 | 3:07      |
| 5. | 〈Silver Lights〉                 | 헤이거                  | 5:38      |
| 6. | 〈All American〉                  | 헤이거                  | 3:53      |
| 7. | 〈Confession (Please Come Back)〉 | 론 네이걸               | 3:17      |
| 8. | 〈Young Girl Blues〉              | 도노반                  | 7:50      |
| 9. | 〈Rock 'n' Roll Romeo〉           | 카터, 헤이가            | 3:47      |